# Chrysopilus rhagiodes
Chrysopilus rhagiodes är en tvåvingeart som beskrevs av Stanley Willard Bromley och Charles Howard Curran 1931. Chrysopilus rhagiodes ingår i släktet Chrysopilus och familjen snäppflugor. Inga underarter finns listade i Catalogue of Life.